# Lijst van personages uit Two and a Half Men

Two and a Half Men (2003–2015)

In dit artikel wordt aandacht geschonken aan de personages uit de Amerikaanse sitcom Two and a Half Men, die oorspronkelijk werd uitgezonden vanaf 22 september 2003 tot en met 19 februari 2015.

## Hoofdpersonages

### Dr. Alan Harper
Eerste verschijning: "Most Chicks Won't Eat Veal"

Laatste verschijning: "Of Course He's Death: Part II"
Dr. Alan Jerome Harper (Jon Cryer) is een van de centrale personages van Two and a Half Men. Hij was de deuteragonist gedurende de eerste acht seizoenen en de hoofdpersoon van de laatste vier seizoenen. Alan is de jongste zoon van Evelyn Harper (Holland Taylor) en wijlen Francis Harper, twee jaar jongere broer van Charlie Harper (Charlie Sheen) en vader van Jake Harper (Angus T. Jones). Beroepsmatig is hij een chiropractor, een 'bottenkraker'. Geen onverdeeld succes. Zijn leven is een onvervalste nachtmerrie die recht uit de films lijkt voort te vloeien, het resultaat van een scheiding na twaalf jaar huwelijk.
Ondanks het verkrijgen van toegang tot Waldens (Ashton Kutcher) fortuin en een salaris als bestuurslid van diens bedrijf voor een periode van drie jaar, heeft Alan geen enkele poging ondernomen om een goede advocaat in te schakelen om zijn alimentatieovereenkomsten nietig te verklaren, vooral niet tegenover zijn eerste echtgenote Judith (Marin Hinkle), die hem plundert. De enige die steeds te goeder trouw aan Alans zijde blijft staan, is zijn afgeleefde Volvo 850 Estate (stationwagen).

### Jake Harper
Eerste verschijning: "Most Chicks Won't Eat Veal"

Laatste verschijning: "Of Course He's Death: Part II"
Jacob David "Jake" Harper (Angus T. Jones) is tien seizoenen lang de tritagonist van Two and a Half Men, evenals de "Half" Man in de titel. Na negen jaar gaat Jake het leger in, maar hij is nog regelmatig in de stad.
Jake is de zoon van Alan Harper (Jon Cryer) en Judith (Marin Hinkle), formeel de halfbroer (maar biologisch de broer) van Milly Melnick, neef van Charlie Harper (Charlie Sheen), kleinzoon van Evelyn Harper (Holland Taylor), neef van Jenny Harper (Amber Tamblyn) en voormalige stiefzoon van Herb Melnick (Ryan Stiles), Kandi (April Bowlby) en Walden Schmidt (Ashton Kutcher). Jake haalt erg lage cijfers op school, eet veel, is lui en is vaak het mikpunt van spot vanwege zijn gebrek aan intelligentie en zelfvertrouwen. Doorgaans is Jake zich niet bewust van het feit dat hij voor de gek wordt gehouden.
Hoewel Jake een van de vier hoofdpersonages is, staat hij minder vaak centraal dan de personages Charlie, Alan en Walden en er zijn enkele afleveringen geweest waarin hij niet in een centrale verhaallijn voorkomt en slechts kort wordt gehoord. Zijn moeder kreeg de voogdij over Jake, wat verklaart waar Jake is als hij niet in de buurt is van zijn vader en oom. Als jonge tiener noemde hij Charlies huis zijn weekendstrandhuis. Tijdens het zesde seizoen weet niemand dat Jake er daadwerkelijk achter kwam dat zijn vader en moeder terug samen waren, behoudens Charlie. Naarmate hij ouder wordt, werkt hij iedereen op de zenuwen. Jake kan gitaar spelen. Oorspronkelijk was het een vorm van rebellie, maar uiteindelijk werd het een hobby. Aanvankelijk was hij ook niet erg goed, maar hij is drastisch verbeterd toen hij zijn oom hielp een lied te schrijven voor een Japanse animatieserie voor kinderen. Jake deed dat in ruil voor notities voor zijn boekbespreking over Heer der vliegen van William Golding.
In het slot van seizoen 10 ("Cows, Prepare to be Tipped") gaan Jake en zijn vader op vader-zoonreis, waarna Jake voor minstens een jaar naar Japan vertrekt. In Japan wordt Jake vervolgens miljonair.

### Berta
Eerste verschijning: "If I Can't Write My Chocolate Song, I'm Going to Take a Nap"

Laatste verschijning: "Of Course He's Death: Part II"
Berta (Conchata Ferrell) is de sarcastische huishoudster van Charlie Harper (Charlie Sheen) en later Walden Schmidt (Ashton Kutcher). Berta vindt het geweldig om de familie Harper voor de gek te houden vanwege hun fouten terwijl ze haar amuseren. Haar handelsmerk is het maken van rake grappen over gesprekken die de Harpers al voeren over hun uiteenlopende intriges. Berta jaagt hen bijwijlen op stang door simpelweg te fronsen. Berta is een cynische, gevatte, hardwerkende, brutale maar zorgzame en verantwoordelijke huishoudster. Berta is mede daardoor bereid het huis te verlaten als er iets gebeurt wat haar verontwaardigt.

### Charlie Harper
Eerste verschijning: "Most Chicks Won't Eat Veal"

Laatste verschijning: "That Darn Priest" 
Charles Francis "Charlie" Harper (Charlie Sheen) is een van de centrale personages van Two and a Half Men, en was de hoofdpersoon in de eerste acht seizoenen. Charlie is een welstellende pianist, haat zijn moeder, is wat graag vrijgezel, alcoholverslaafde en een ongeëvenaarde rokkenjager. Charlie is de eigenaar van een strandhuis in Malibu, een voorstad van Los Angeles. Op reeds jonge leeftijd stierf zijn vader Francis aan een voedselvergiftiging. Over het algemeen is Charlie een narcist die steevast over een nacht ijs gaat om vrouwen te dumpen. Slechts op één vrouw heeft Charlie geen vat: Rose de buurvrouw (Melanie Lynskey).
In 2003 neemt hij zijn twee jaar jongere broer Alan (Jon Cryer) en zijn 10-jarig neefje Jake (Angus T. Jones) noodgedwongen in huis als gevolg van Alans nakende scheiding van Judith (Marin Hinkle). Alan is tegengesteld aan Charlie als het aankomt op succes, roem en financiën. De relatie tussen de "Two and a Half Men" onderling is een boeltje. Met de komst van de inwonende familieleden is Charlies zorgeloos leventje voorbij.

### Evelyn Harper
Eerste verschijning: "Most Chicks Won't Eat Veal"

Laatste verschijning: "Of Course He's Death: Part II"
Evelyn Nora Harper alias 'Satan' (Holland Taylor) is de verwaande en egocentrische biseksuele moeder van Charlie Harper (Charlie Sheen) en Alan Harper (Jon Cryer) en de grootmoeder van Jake (Angus T. Jones) en Jenny (Amber Tamblyn). Maar een blad papier is echter slechts een blad papier. In werkelijkheid ontloopt ze haar moederlijke plichten veel liever. Ze is vastgoedmakelaar en heeft een duister karakter.
Evelyn drukt een oppervlakkige genegenheid uit voor haar zoons en kleinzoon wanneer ze daartoe verplicht is, maar komt zelden haar daad van een toegewijde matriarch na. Haar zoons en kleinzoon dienen slechts voor gunsten en doen er alles aan om bij de meeste gelegenheden geen contact met haar te hebben. Evelyn is ontelbare keren getrouwd en heeft de neiging om te trouwen met rijke mannen die haar grote sommen geld nalaten als ze komen te overlijden. Uiteindelijk trouwt ze voor de tigste keer, namelijk met de hoogbejaarde televisiepersoonlijkheid Marty Pepper (Carl Reiner).

### Walden Schmidt
Eerste verschijning: "Nice to Meet You, Walden Schmidt"

Laatste verschijning: "Of Course He's Death: Part II"
Walden Schmidt (Ashton Kutcher) is een internetmiljardair die het huis van Charlie Harper (Charlie Sheen) koopt na diens overlijden. Hij is een van de centrale personages van Two and a Half Men gedurende de laatste vier seizoenen. Walden laat Charlies achtergebleven broer Alan (Jon Cryer) en diens adolescente zoon Jake (Angus T. Jones) blijven, iets waar ze hem uiteraard enorm dankbaar voor zijn. Walden heeft een succesvolle carrière achter de rug als IT'er, waaraan hij alle weelde te danken heeft. Zijn huwelijk met Bridget (Judy Greer) is echter ten einde en aanvankelijk wil Walden zelfmoord plegen. Alan brengt hem op andere gedachten, waardoor Alan bij de miljardair mag blijven wonen. Walden en Charlie zijn onvergelijkbaar. Walden heeft een warme persoonlijkheid, maar bezit de maturiteit van een twaalfjarige.

### Judith Harper-Melnick
Eerste verschijning: "Most Chicks Won't Eat Veal"

Laatste verschijning: "Of Course He's Death: Part II"
Judith Harper-Melnick (Marin Hinkle) is naast Rose een van de 'antagonisten' van Two and a Half Men. Judith is de eerste echtgenote van Alan Harper (Jon Cryer), dochter van Sheldon (George Wyner) en Lenore (Annie Potts) en de biologische moeder van Jake Harper (Angus T. Jones) en Milly Melnick. In 2004 scheidden Alan en Judith en Judith kreeg het hoederecht over het huis, Jake (en Alans vrienden). Bij gratie van Charlie.
Judith was de eerste vrouw met wie Alan ooit sliep, maar hun huwelijk was 'koud en kil' en ze zei dat de enige keer dat ze ooit gelukkig was met Alan, was toen ze zwanger was van Jake. Ze haat haar ex-schoonbroer Charlie Harper (Charlie Sheen) als de pest en keurt meermaals af dat Jake 's weekends bij hem logeert. Alan hekelt haar hypocrisie (bv. Alan vingerwijzen dat hij zijn liefjes toont aan Jake, terwijl ze zelf relaties heeft gehad met een andere vrouw en verschillende mannen), maar hij lijkt ook nog steeds gevoelens voor haar te hebben. Alan gaat daarin zo ver dat hij visioenen krijgt over Judith en haar nieuwe echtgenoot en Jakes pediater Herb Melnick (Ryan Stiles) op een date met een wederzijdse kennis. Judith maakt er voorts geen geheim van dat ze luxueus leeft met Alans alimentatie.

### Rose
Eerste verschijning: "Most Chicks Won't Eat Veal"

Laatste verschijning: "Of Course He's Death: Part II"
Rose (Melanie Lynskey) is een van de belangrijkste 'antagonisten' van Two and a Half Men, net als Judith Melnick. Rose is een voormalige onenightstand van Charlie Harper (Charlie Sheen), maar ze raakte dusdanig geobsedeerd door Charlie dat ze hem bleef stalken. Niettemin woont ze slechts twee huizen verderop. Geleidelijk raakt ze bevriend met Charlie en diens twee jaar jongere broer en huisgenoot Alan (Jon Cryer), een relatie die niet altijd even oprecht is omwille van haar intenties. Uiteindelijk blijkt dat Rose vroeger 'in de leer was gegaan' bij haar vader (Martin Sheen) ("Sleep Tight, Puddin' Pop").

### Lyndsey McElroy
Eerste verschijning: "Keith Moon is Vomiting in His Grave"

Laatste verschijning: "Of Course He's Death: Part I & II"
Lyndsey McElroy (Courtney Thorne-Smith) is de moeder van Eldridge (Graham Patrick Martin), de beste vriend van Jake Harper (Angus T. Jones). Ze heeft een knipperlichtrelatie met diens vader Alan (Jon Cryer). Lyndsey is een tikkeltje mannelijk, te oordelen naar haar plezier in het drinken van bier. Lyndsey had vroeger een drankprobleem.
Hoewel ze van Alan houdt en om Alan geeft, is ze behoorlijk wellustig en vaak op stap met andere mannen, zoals de stinkend rijke Walden Schmidt (Ashton Kutcher), nota bene Alans huisgenoot.

### Chelsea Melini
Eerste verschijning: "Pinocchio's Mouth"

Laatste verschijning: "Of Course He's Death: Part II"
Chelsea Melini (Jennifer Bini Taylor) is de verloofde van Charlie Harper (Charlie Sheen) vanaf het zesde seizoen tot en met het zevende seizoen van de sitcom.
Chelsea is, in tegenstelling tot Charlie, veel goedhartiger en loyaler. Ze vergeeft Charlie meermaals een uitglijder en is vriendelijk tegen Alan (Jon Cryer) die door Charlie veeleer belachelijk wordt gemaakt. Chelsea zorgt zelfs voor Alan. Ze heeft ook een goede relatie met Berta (Conchata Ferrell), Jake (Angus T. Jones) – met Jake kostte dat Charlie en Chelsea echter bloed, zweet en tranen ("Laxative Tester, Horse Inseminator") – en Evelyn (Holland Taylor), maar Charlie niet. Ze heeft nog steeds een uitstekende relatie met haar voormalige schoonmoeder.
Charlie merkt op dat wanneer ze lacht, ze een snuivend geluid maakt dat hij leuk vindt. Chelsea verafschuwt Charlies luie levensstijl, vooral als Charlie zelf over de vloer komt. Bij hem thuis merkt Chelsea dat alles wat hij doet een verband houdt met eten, seks en sport kijken. Musea en dergelijke behoren helemaal niet tot de mogelijkheden bij Charlie, maar zijn zaken die Chelsea enorm interesseren. Ze verplicht hem de camcorder weg te doen die hij gebruikt om naakte vrouwen op te nemen met wie hij seks heeft. In tegenstelling tot haar ouders is ze liberaal van geest en veel gevoeliger voor anderen.

### Dr. Herb Melnick
Eerste verschijning: "Enjoy Those Garlic Balls"

Laatste verschijning: "Of Course He's Death: Part II"
Dr. Herbert Gregory Melnick  (Ryan Stiles) is de oudere broer van Myra (Judy Greer), de slaafse tweede echtgenoot van Judith (Marin Hinkle), de pediater en plusvader van Jake Harper (Angus T. Jones). Herb is bizar genoeg een goede vriend van Alan Harper (Jon Cryer), de biologische vader van Jake. Herb heeft overigens een goede band met Charlie Harper (Charlie Sheen), die Herb zo'n beetje zoals eenieder niet kan bijbenen of aan wiens enkels hij niet komt qua levensstijl, en later ook Walden Schmidt (Ashton Kutcher). Op de middelbare school stond Herb, een boomlange slungel, bekend als een nerd en hij heeft een fascinatie voor modeltreintjes.

## Gastpersonages

### Jenny Harper
Eerste verschijning: "Nangnangnangnang"

Laatste verschijning: "Of Course He's Death: Part II"
Jennifer Amanda "Jenny" Harper (Amber Tamblyn) is de onwettige 25-jarige lesbische dochter van Charlie Harper (Charlie Sheen) die haar oom Alan Harper (Jon Cryer) komt opzoeken en beweert dat ze zijn nichtje is. Jenny is een mildere en seksueel anders georiënteerde kopie van haar vader.

### Zoey
Eerste verschijning: "A Fishbowl Full of Glass Eyes"

Laatste verschijning: "Of Course He's Death: Part II"
Zoey Hyde-Tottingham-Pierce (Sophie Winkleman) is de Britse vriendin / bijna-verloofde van Walden Schmidt (Ashton Kutcher). Ze is Waldens eerste lief sinds zijn scheiding van Bridget (Judy Greer). Ze vormden een stel vanaf medio seizoen negen tot aan de première van seizoen tien. Zoey is de gescheiden moeder van Ava en ex-vrouw van Nigel Pierce. Ze heeft een nik op Alan Harper (Jon Cryer), de huisgenoot van Walden.

### Kandi
Eerste verschijning: "Humiliation is a Visual Medium" 

Laatste verschijning: "Of Course He's Death: Part II"
Kandi (April Bowlby) is de tweede echtgenote van Alan Harper (Jon Cryer). Kandi en Alan waren getrouwd vanaf de slotaflevering van het derde seizoen tot en met de seizoenspremière van het vierde seizoen.
Kandi is een stereotiep dom blondje, hoewel ze een rosse haarkleur heeft. Ze begint als een beginnende tv-actrice zonder job, maar bij haar terugkeer naar de sitcom was ze een ster aan het firmament ("I Scream When I Pee"). Ze was oorspronkelijk een van de scharrels van Charlie Harper (Charlie Sheen), de oudere broer van Alan. Kandi en Alan delen geen gemeenschappelijke interesses en staan verstandelijk mijlenver uit elkaar.
Na hun scheiding krijgt Kandi het 'voogdijrecht' over hun gezamenlijke Duitse dog Chester. Alan stal Chester van Kandi zodra haar advocaat te duchten bleek.

### Eldridge McElroy
Eerste verschijning: "Keith Moon is Vomiting in His Grave"

Laatste verschijning: "Oh Look! Al-Qaeda!"
Eldridge McElroy (Graham Patrick Martin) is de zoon van Lyndsey (Courtney Thorne-Smith) en haar ex-man Chris McElroy (Judd Nelson).
Eldridge is de beste vriend van Jake Harper (Angus T. Jones). Beide zijn niet bijzonder snugger en bespelen samen hun afzonderlijke instrumenten. Eldridge speelt drums, Jake speelt gitaar. Eldridge heeft een slechte invloed op Jake zoals aanzetten tot stelen van bier bij oom Charlie Harper (Charlie Sheen), dronken worden, wiet smoren en wegsluipen als hij huisarrest kreeg.

### Mia
Eerste verschijning: "That Voodoo That I Do Do"

Laatste verschijning: "Of Course He's Death: Part II"
Mia (Emmanuelle Vaugier) is op het scherm de eerste verloofde van Charlie Harper (Charlie Sheen), daar hij al een dochter (Amber Tamblyn) heeft uit een vorig huwelijk met een onbekende vrouw.
Mia is een balletlerares. Charlie stuurt zijn neefje Jake (Angus T. Jones) in het derde seizoen naar de balletles, die hij uiteraard nauwlettend volgt, om te scoren bij haar. Charlie heeft uiteindelijk beet, maar de relatie loopt niet van een leien dakje. Mia is gesteld op een gezonde levensstijl, haaks op die van Charlie. Uiteindelijk verloven Charlie en Mia zich, maar de verloving is geen lang leven beschoren.

### Melissa
Eerste verschijning: "The Flavin' and the Mavin'"

Laatste verschijning: "A Pudding-Filled Cactus"
Melissa (Kelly Stables) is de kleine, zachtaardige doch mondige receptioniste van Alan Harper (Jon Cryer) op diens chiropraxie-praktijk.
Charlie Harper (Charlie Sheen) voegt Melissa haast vanzelfsprekend, en tegen Alans zin, toe aan zijn ellenlange lijst met veroveringen. Vanzelfsprekend gaat het mis en Alan wordt 'dankzij' Charlie gedwongen om Melissa opslag te geven. Indien hij dat niet doet, trapt ze het af. Alan begon een relatie met Melissa en zocht een toevlucht bij haar wanneer hij een relatie had met Lyndsey McElroy (Courtney Thorne-Smith).

### Courtney Leopold
Eerste verschijning: "Tight's Good / Shoes, Hats, Pickle Jar Lids"

Laatste verschijning: "Nine Magic Fingers"
Sylvia Fishman, alias Courtney Leopold (Jenny McCarthy), is de bevallige oplichtster met wie Charlie Harper (Charlie Sheen) in het vijfde seizoen een affaire heeft.
Courtney, die eigenlijk Sylvia heet, moet doen alsof ze de dochter is van Teddy Leopold oftewel Nathan Krunk (Robert Wagner). Nathan verleidt en trouwt met de rijke moeder van Charlie en Alan Harper (Jon Cryer), Evelyn Harper (Holland Taylor), om Evelyn op die manier veel geld af te troggelen. Sylvia moet hem daarbij helpen onder de alias Courtney Leopold. Uiteindelijk sterft Nathan omdat hij de druk niet aankan.
Wanneer de blondine drie jaar later vrij komt, heeft Charlie zijn lesje nog niet geleerd. Hij gaat met haar op reis naar Las Vegas en geeft haar de controle over zijn creditcard.
Ondanks het feit dat haar echte naam Sylvia Fishman is ("Fish in a Drawer"), blijven de andere personages haar Courtney noemen zodra ze terug is.
Noot
1. ↑  Laatste verschijning van Charlie Sheen als Charlie Harper; Kathy Bates speelde een spirituele en vrouwelijke versie van Charlie in het seizoen 9; een 'dubbelganger' van Sheen vertolkte hem in seizoen 12.
2. ↑  Tijdens de eerste aflevering waarin Herb te zien was, heette het personage nog Greg Melnick ("Enjoy Those Garlic Balls"). De eerstvolgende ("A Live Woman of Proven Fertility") werd dat Herb.
3. ↑  Het personage Kandi heette eerst Kimber, eveneens gespeeld door April Bowlby ("Madame and Her Special Friend").

## Overzicht
De personages worden in onderstaande tabel niet alfabetisch gerangschikt en evenmin worden ze weergegeven naar analogie van hun belang tot het verhaal, maar wel op basis van het aantal afleveringen waarin ze te zien zijn. Alan Harper (gespeeld door Jon Cryer) is het enige personage dat in elke aflevering van de sitcom te zien is:
| Personage             | Acteur                | Periode                          | Seizoenen     | Afleveringen |
| --------------------- | --------------------- | -------------------------------- | ------------- | --- |
| Alan Harper           | Jon Cryer             | 2003–2015                        | 1–12          | 1–262 |
| Jake Harper           | Angus T. Jones        | 2003–2013, 2015                  | 1–10, 12      | 1–166, 168−181, 183−192, 194–203, 205–212, 214, 216, 219, 221, 223−224, 261−262 |
| Berta                 | Conchata Ferrell      | 2003–2015                        | 1–12          | 4, 10, 12, 14, 18, 20, 23−24, 26−27, 29, 31–32, 33−35, 37−41, 44, 46, 48, 50−59, 61−64, 66–69, 71–76, 78−79, 82–89, 91−106, 108−113, 115–123, 125−127, 129, 132−134, 136−141, 144−152, 154−156, 158−160, 162−168, 170–174, 176–187, 189–192, 194−195, 197−210, 212–262                                                                                       |
| Charlie Harper        | Charlie Sheen         | 2003–2011                        | 1–8           | 1–177 |
| Evelyn Harper         | Holland Taylor        | 2003–2015                        | 1–12          | 1, 3, 6, 9, 10−11, 13−14, 17−20, 22−24, 26, 28, 30−32, 38, 42, 44–49, 51−55, 58−59, 61, 63−65, 72–73, 75–76, 78, 83−85, 89, 96, 98−99, 102−103, 105, 108, 112−113, 115−117, 124−125, 126, 129, 135−136, 141, 143, 145−146, 149−150, 153−155, 160, 164, 166, 168−169, 171, 176, 178–179, 184, 186−187, 196−197, 199−202, 225−226, 237, 246, 248, 254, 261−262 |
| Walden Schmidt        | Ashton Kutcher        | 2011–2015                        | 9–12          | 178−262 |
| Judith Harper-Melnick | Marin Hinkle          | 2003–2015                        | 1−12          | 1−4, 7–8, 10−12, 15−17, 19–21, 23, 25–28, 31−32, 35, 37−40, 44, 46, 48−49, 51, 58, 62, 64, 66−69, 73, 76−77, 79, 83, 85, 91−93, 95, 101−102, 106, 109, 116−117, 119, 121−122, 128, 134, 139, 142, 144, 149, 151, 155, 162−163, 165−166, 172−173, 176, 178, 180−181, 186, 199–201, 220, 239, 261−262                                                          |
| Rose                  | Melanie Lynskey       | 2003–2015                        | 1−12          | 1, 3−4, 7, 9−15, 19, 22−27, 29−30, 34−35, 37−38, 42, 44, 51, 53, 55, 63−65, 72−75, 77−78, 80−81, 83, 85, 87, 100, 108, 110, 112, 126, 136, 160, 168, 175–178, 188, 206−207, 217, 232, 254, 261−262 |
| Lyndsey McElroy       | Courtney Thorne-Smith | 2010–2015                        | 7–12          | 158−159, 162–165, 170, 172−174, 181−182, 186, 191, 193−194, 196−201, 204−205, 209−210, 212, 214−215, 217−219, 222, 226, 228−229, 231−232, 236, 238−242, 245−246, 249, 255, 258−259, 260 |
| Chelsea Melini        | Jennifer Bini Taylor  | 2008−2010, 2011, 2015            | 6–7, 9, 12    | 123, 130–143, 145−157, 160–161, 178, 261−262 |
| Dr. Herb Melnick      | Ryan Stiles           | 2004−2015                        | 2, 4−10, 12   | 26, 77, 83, 85, 91–92, 109, 117, 121−122, 128, 134, 139, 142, 151, 162, 165, 172, 174, 176, 178, 180, 186, 201, 215, 219−220, 222, 250, 255 |
| Jenny Harper          | Amber Tamblyn         | 2013–2015                        | 11–12         | 225−226, 228−246, 248−249, 261−262 |
| Zoey                  | Sophie Winkleman      | 2011–2012, 2015                  | 9−10, 12      | 187−194, 197–200, 202−204, 206−207, 261−262 |
| Kandi                 | April Bowlby          | 2005–2007, 2012, 2015            | 3−4, 10, 12   | 57, 61−62, 64, 66−69, 71−73, 76, 82−83, 90, 210, 261−262 |
| Eldridge McElroy      | Graham Patrick Martin | 2010–2012                        | 7–9           | 158−159, 162−165, 171, 173, 175, 189, 191−192, 196−198, 200–201 |
| Mia                   | Emmanuelle Vaugier    | 2005–2006, 2008−2009, 2011, 2015 | 3, 5–7, 9, 12 | 56, 61−63, 71−72, 111, 139−140, 160, 178, 261−262 |
| Melissa               | Kelly Stables         | 2008–2010                        | 6–8           | 119, 125, 127, 129, 139−141, 143, 163–164 |
| Courtney Leopold      | Jenny McCarthy        | 2007–2008, 2010–2011             | 5, 8–9        | 105, 112−113, 171−173, 178, 181 |

## Afbeeldingen

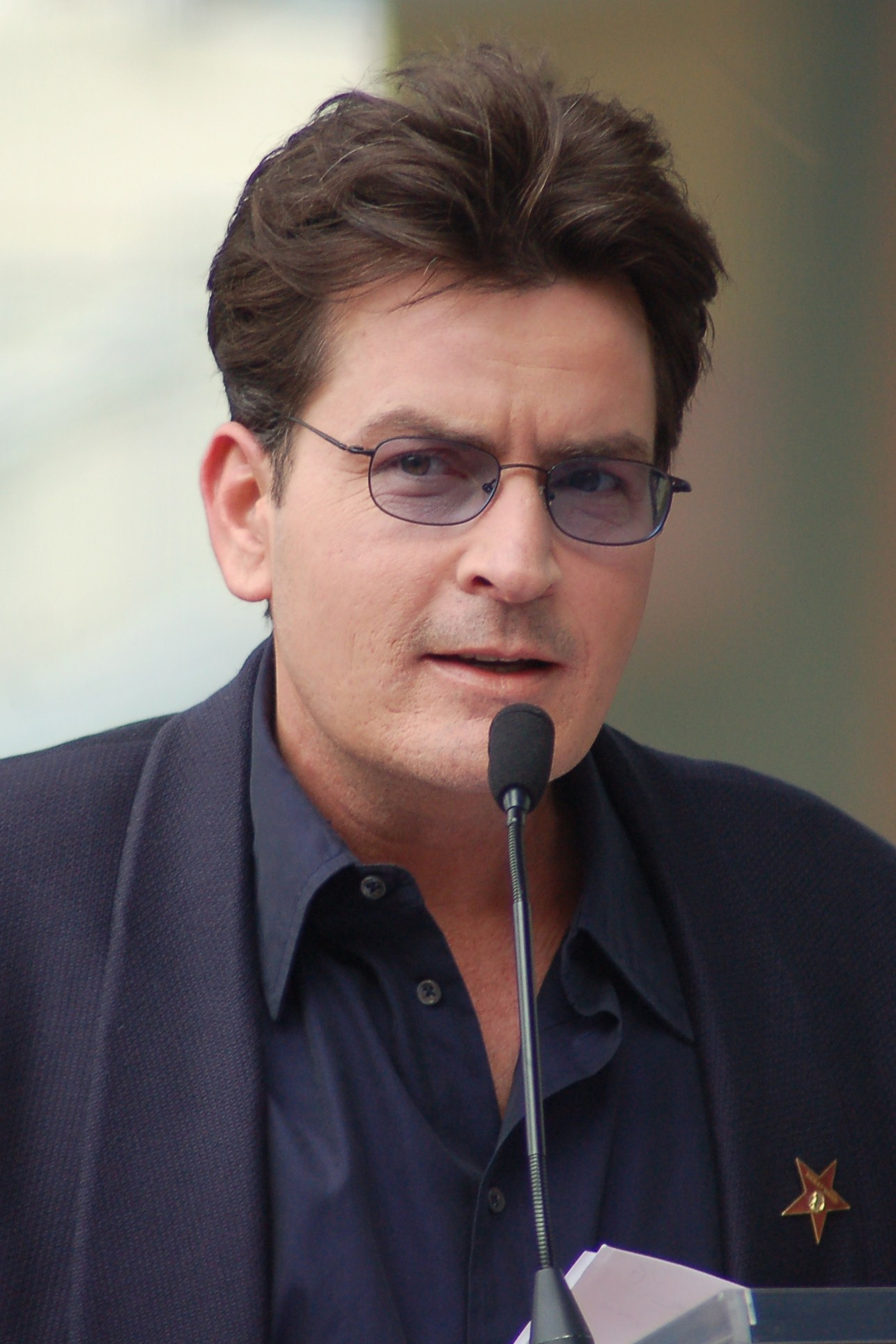
Charlie Sheen (Charlie Harper)
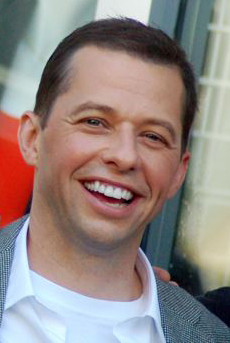
Jon Cryer (Alan Harper)
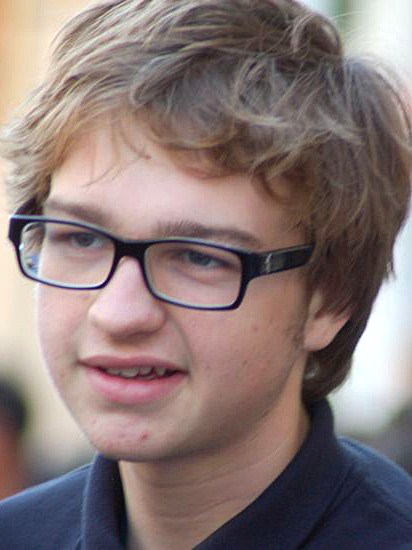
Angus T. Jones (Jake Harper)
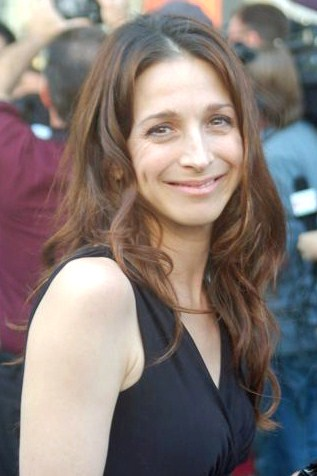
Marin Hinkle (Judith Harper-Melnick)
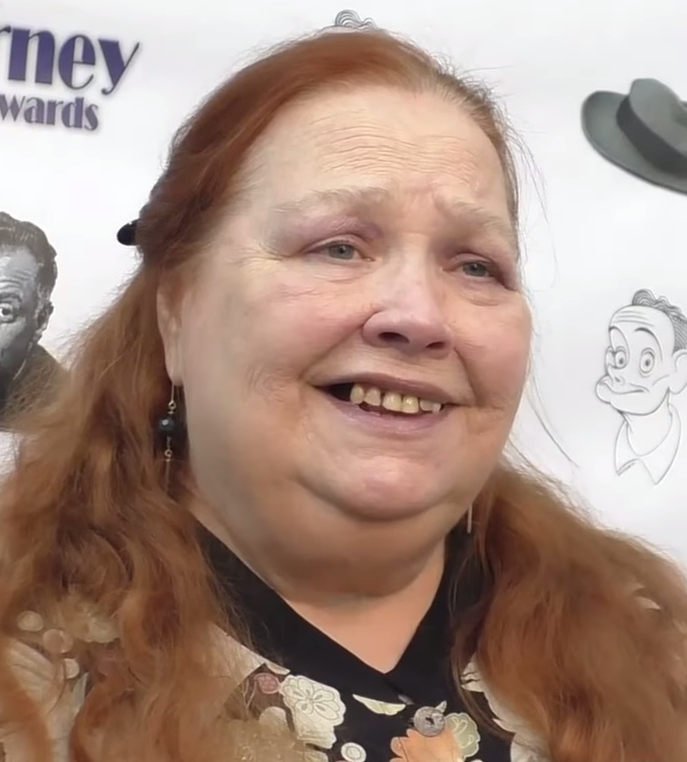
Conchata Ferrell (huishoudster Berta)
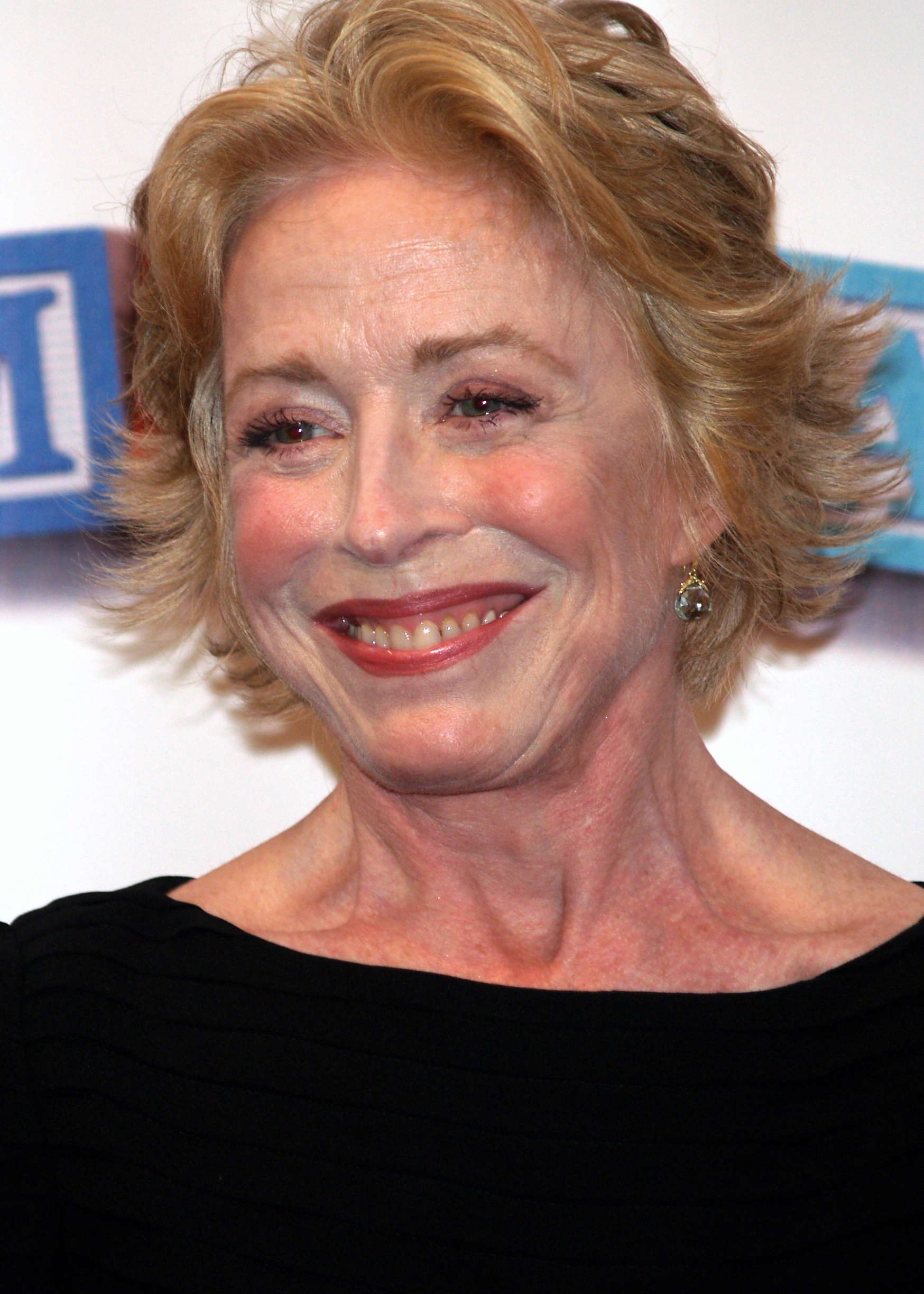
Holland Taylor (moeder Evelyn Harper)
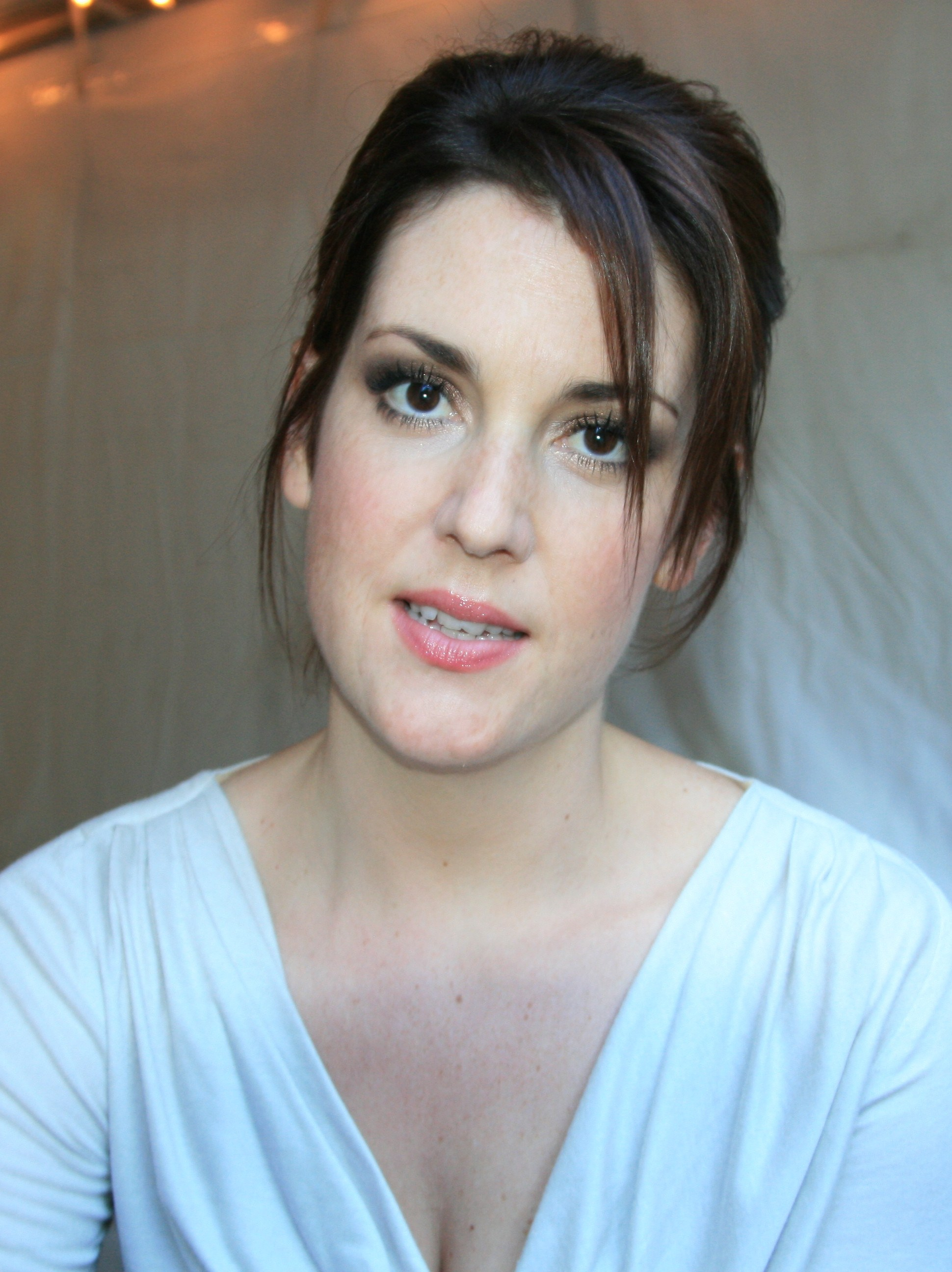
Melanie Lynskey (buurvrouw Rose)
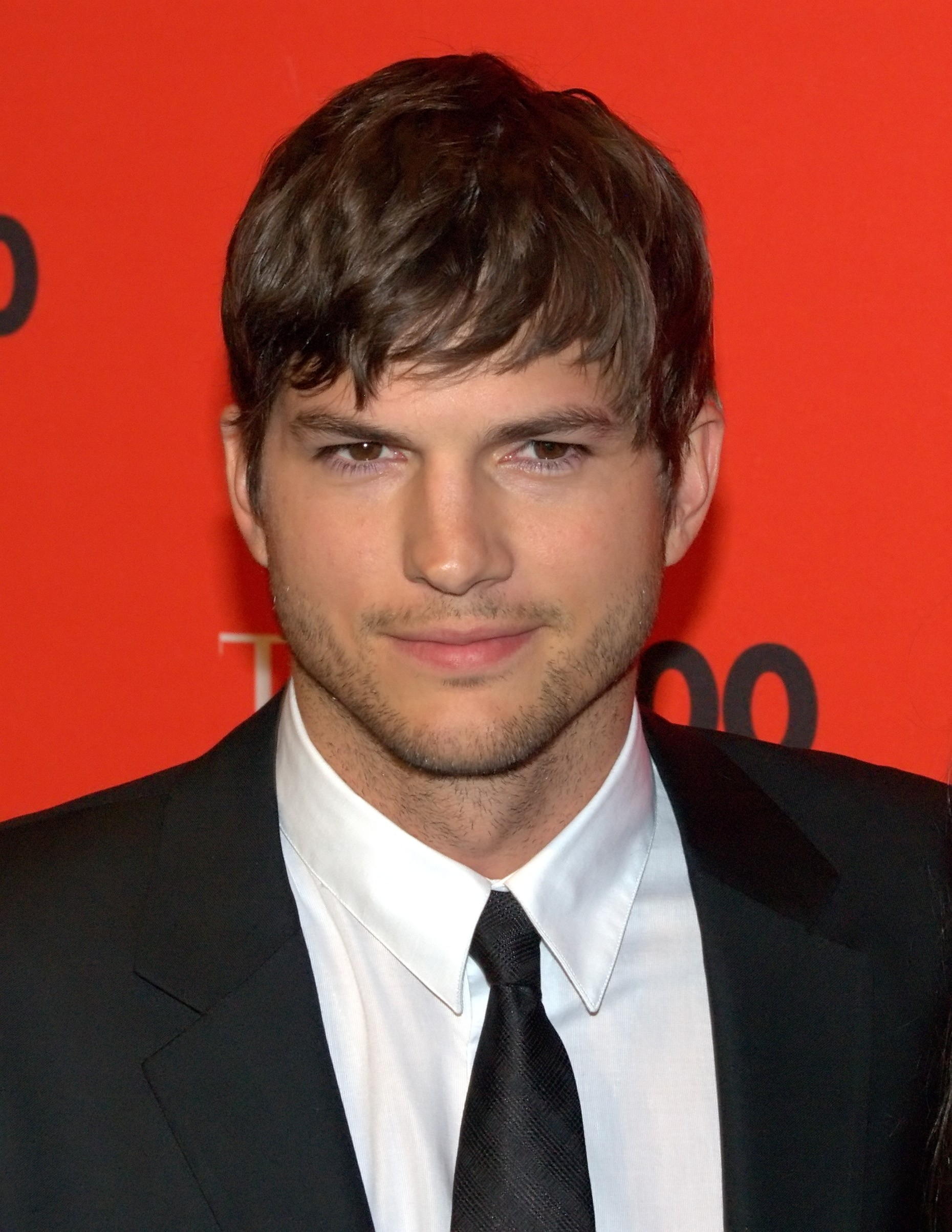
Ashton Kutcher (Walden Schmidt)